# 勒诺多陨击坑

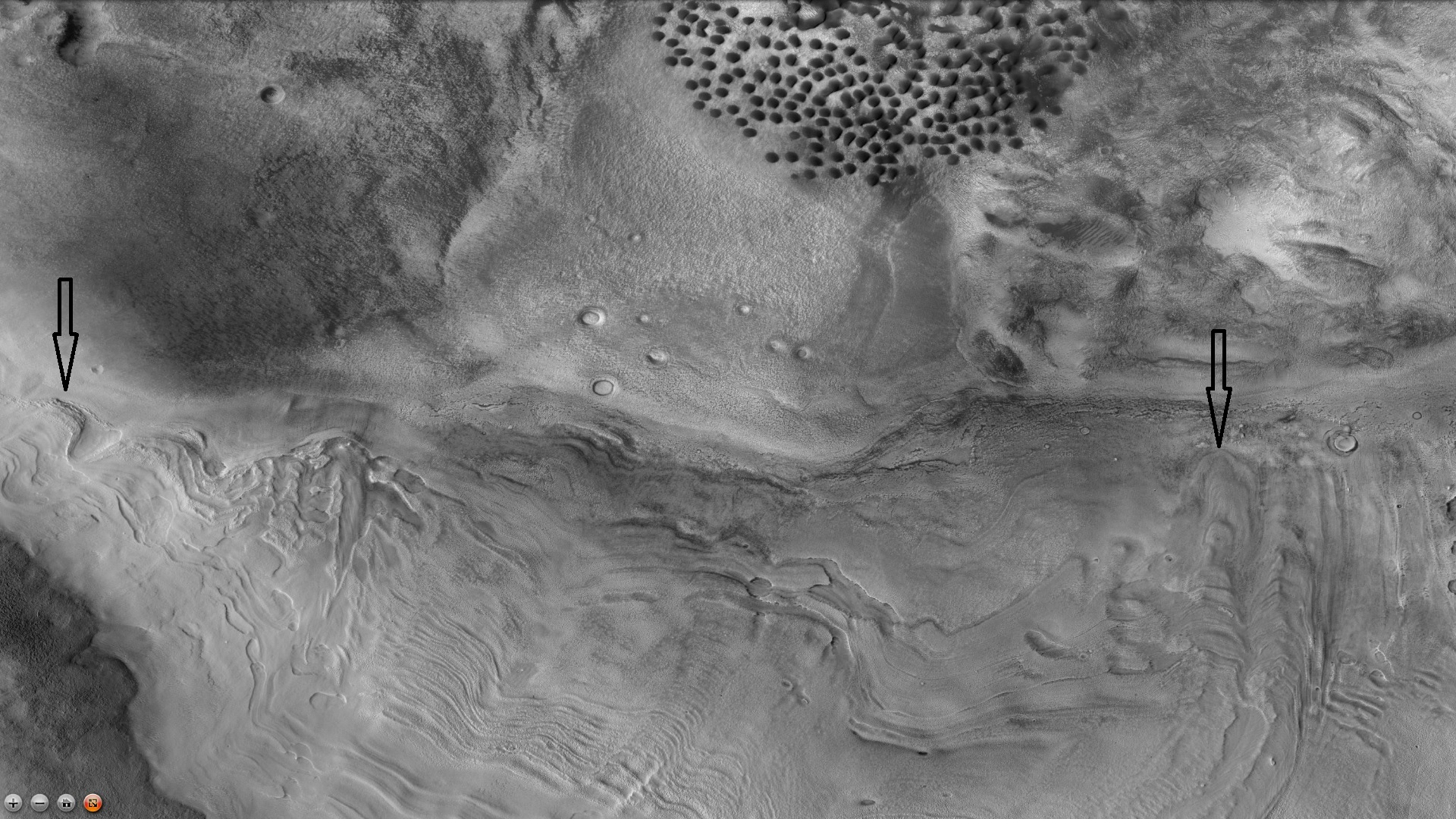
勒诺多陨击坑内的沙丘和古老冰川，箭头指向坑壁的古冰川，注：这是前一张照片的放大。

勒诺多陨击坑（Renaudot）是火星卡西乌斯区的一座撞击坑，中心坐标位于北纬42.4度、西经297.4度处，直径64公里。坑壁上显示有古老冰川的证据，坑内分布有一片沙丘。该特征名称取自[法国]]天文学家加布里埃尔·勒诺多·弗拉马里昂(1877年-1962年），1973年被国际天文联合会行星系统命名工作组批准接受。

## 另请查看
- 火星气候
- 锐蚀地形
- 火星冰川
- 撞击事件
- 火星撞击坑
- 火星矿石资源
- 行星体系命名法
- 火星水文